# Seznam hokejistů draftovaných týmem Winnipeg Jets
Toto je kompletní seznam hokejistů, kteří byli draftováni v NHL do týmu Winnipeg Jets. To zahrnuje každého hráče, který byl draftován, bez ohledu na to, zda hrál za tým.

## Draft 1. kola

### Historie prvního kola
| † | Hráč který byl vybrán do hokejové síně slávy | Hráč který byl vybrán do hokejové síně slávy | Hráč který byl vybrán do hokejové síně slávy |
| * | Draftován z 1. místa                         | Draftován z 1. místa                         | Draftován z 1. místa                         |
| ≠ | Hráč který neodehrál žádný zápas v NHL       | Hráč který neodehrál žádný zápas v NHL       | Hráč který neodehrál žádný zápas v NHL       |

| Rok  | Místo | Hráč                | Pozice       | Stát   | Předchozí tým (liga)          |
| ---- | ----- | ------------------- | ------------ | ------ | ----------------------------- |
| 2011 | 7     | Mark Scheifele      | Centr        | Kanada | Barrie Colts (OHL)            |
| 2012 | 9     | Jacob Trouba        | Obránce      | USA    | U.S. National U18 Team (USDP) |
| 2013 | 13    | Josh Morrissey      | Obránce      | Kanada | Prince Albert Raiders (WHL)   |
| 2014 | 9     | Nikolaj Ehlers      | Levé křídlo  | Dánsko | Halifax Mooseheads (QMJHL)    |
| 2015 | 17    | Kyle Connor         | Levé křídlo  | USA    | Youngstown Phantoms (USHL)    |
| 2015 | 25    | Jack Roslovic       | Centr        | USA    | U.S. NTDP (USHL)              |
| 2016 | 2     | Patrik Laine        | Pravé křídlo | Finsko | Tappara Tampere (Liiga)       |
| 2016 | 18    | Logan Stanley       | Obránce      | Kanada | Windsor Spitfires (OHL)       |
| 2017 | 24    | Kristian Vesalainen | Pravé křídlo | Finsko | Frölunda HC (SHL)             |

### Celkový výběr
|  | Hráči kteří hráli nejméně jeden zápas v NHL |
|  | Hráči kteří si zahráli v NHL All-Star Game  |

| Rok  | Kolo | Místo | Hráč              | Pozice       |
| ---- | ---- | ----- | ----------------- | ------------ |
| 2011 | 1    | 7     | Mark Scheifele    | Centr        |
| 2011 | 3    | 66    | Adam Lowry        | Levé křídlo  |
| 2011 | 3    | 78    | Brennan Serville  | Obránce      |
| 2011 | 4    | 119   | Zachary Yuen      | Obránce      |
| 2011 | 5    | 149   | Austen Brassard   | Pravé křídlo |
| 2011 | 6    | 157   | Jason Kasdorf     | Brankář      |
| 2011 | 7    | 187   | Aaron Harstad     | Obránce      |
| 2012 | 1    | 9     | Jacob Trouba      | Obránce      |
| 2012 | 2    | 39    | Lukas Sutter      | Centr        |
| 2012 | 3    | 70    | Scott Kosmachuk   | Pravé křídlo |
| 2012 | 5    | 130   | Connor Hellebuyck | Brankář      |
| 2012 | 6    | 160   | Ryan Olsen        | Centr        |
| 2012 | 7    | 190   | Jamie Phillips    | Brankář      |

## Souvislé články
- Seznam hokejistů draftovaných týmem Atlanta Thrashers
- Seznam hokejistů draftovaných týmem Winnipeg Jets (1972–96)